# Transboréal
Transboréal est une maison d'édition indépendante qui promeut le travail d'auteurs, d'illustrateurs et de photographes dont les études ou récits de voyage sont marqués par leur intérêt pour le milieu humain ou le monde naturel.

## Publications

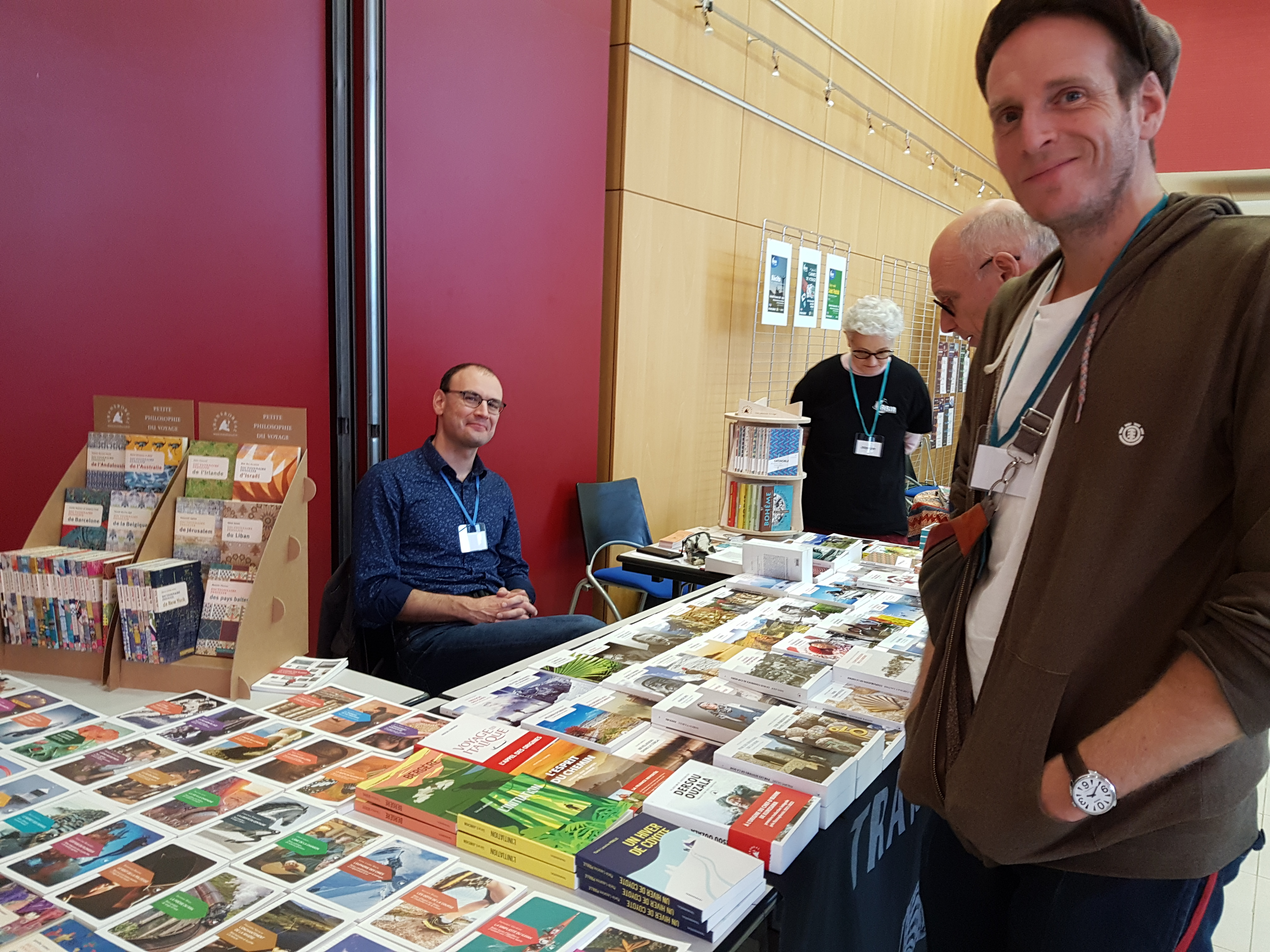
Librairie éphémère des éditions Transboréal au festival d'Aventure du bout du monde à Fleury-les-Aubrais en 2022.

D’abord axée sur les voyages en zones extrêmes (Alaska, Patagonie, péninsule Antarctique, Spitzberg) avec par exemple des récits de Paul-Émile Victor publiés en 2005, la production s’est développée autour du Grand Nord, de l’Amérique du Sud et de l’Asie centrale, avant d’aborder la Russie, l’Inde, l’Asie du Sud-Est et, plus récemment, l’Océanie.
Parallèlement à ses activités éditoriales, Transboréal tient une librairie de voyage rue Berthollet, dans le Ve à Paris. La production des éditions Transboréal est diffusée et distribuée par Harmonia Mundi Livre.
Transboréal emploie, sous la houlette d’Émeric Fisset, le fondateur et gérant, directeur des collections « Petite philosophie du voyage », « Sillages » et « Voyage en poche », deux personnes : Marc Alaux et François Lantz.
Le travail de la maison d’édition, qui développe quatre collections actives et compte quelque 200 titres disponibles, a déjà été récompensé par 38 prix littéraires et 29 traductions en 7 langues.

## Collections

### Compagnons de route
Imprimés en deux couleurs, les essais biographiques de cette collection présentent des artistes, écrivains, hommes politiques, religieux ou scientifiques sous l’angle du voyage et des valeurs que leurs voyages ont révélées. Des miscellanées apportent un éclairage complémentaire à caractère ludique.
Cette collection, lancée en 2014, compte 10 titres, dont : 
- Ernest Hemingway, Vivre, écrire, tout est là, Albéric d’Hardivilliers (2014) ;
- Antoine de Saint Exupéry, L’oasis à conquérir, Thomas Fraisse (2014, rééd. 2017, mention spéciale prix Saint Exupéry) ;
- Panaït Istrati, L’amitié vagabonde, Jacques Baujard (2015) ;
- Stanley Kubrick, Au-delà de l’image, Baptiste Roux (2015) ;
- Joseph Kessel, La vie jusqu’au bout, Marc Alaux (2015) ;
- Henry Miller, La rage d’écrire, Valentine Imhof (2017) ;
- Robert Louis Stevenson, Les chemins de la liberté, Françoise Sylvestre (2018).

### Nature nomade
Cette collection, lancée en 2021, qui vise à rendre compte d’immersions au cœur de la nature, comporte 5 titres :
- Bergère, Florence Debove (2021, 3e  éd. 2022) ;
- Un hiver de coyote, Marie-Lazarine Poulle (2021) ;
- L’Initiation, Gérard Janichon (2021) ;
- Adieu Goulsary, Tchinghiz Aïtmatov (2023) ;
- Avec les ours, Valentin Pajetnov (2023).

### Petite philosophie du voyage
Cette collection donne la parole à des auteurs qui, ayant un sujet à cœur, sont à même d’apporter sur lui des éléments de réflexion assortis d’expériences personnelles.
Lancée en 2008,, cette collection qui cumule 63 titres pour 67 rééditions et 15 traductions, compte notamment :
- L’Euphorie des cimes, Petites considérations sur la montagne et le dépassement de soi, Anne-Laure Boch (2008, 6e  éd. 2020) ;
- L’Ivresse de la marche, Petit manifeste en faveur du voyage à pied, Émeric Fisset (2008, 9e  éd. 2022) ;
- L’Appel de la route, Petite mystique du voyageur en partance, Sébastien Jallade (2009, 4e  éd. 2014) ;
- La Soif d’images, Petites révélations sur la lumière et la photographie, Matthieu Raffard (2009, 3e  éd. 2017) ;
- Le Tao du vélo, Petites méditations cyclopédiques, Julien Leblay (2010, 6e  éd. 2021) ;
- L’Instinct de la glisse, Petit hymne au surf, aux vagues et à la liberté, Lodewijk Allaert (2011, 3e  éd. 2019, grand prix de la mer ex æquo de l’Association des écrivains de langue française) ;
- Le Temps du voyage, Petite causerie sur la nonchalance et les vertus de l’étape, Patrick Manoukian  (2011, 4e  éd. 2019) ;
- Les Audaces du tango, Petites variations sur la danse et la sensualité, Christophe Apprill (2012, rééd. 2018) ;
- La Grâce de l’escalade, Petites prises de position sur la verticalité et l’élévation de l’homme, Alexis Loireau (2013, 3e  éd. 2019) ;
- La Force du silence, Petites notes sur le bruissement du monde, Cristina Noacco (2017, 3e 2022) ;
- L’Art de la trace, Petits détours sur le ski de randonnée et les neiges d’altitude, Cédric Sapin-Defour (2020, rééd. 2022) ;
- La Frénésie du windsurf, Petites empoignades avec le vent, les embruns et les vagues, Virginie Troussier (2022).

### Sillages
Présentés dans un format à la française et illustrés d’un cahier photographique, les récits de cette collection témoignent de l’engagement et du sens de l’observation de voyageurs ayant visité en profondeur les régions où ils ont eu à cœur de séjourner, que ce soit à pied, à cheval, à la pagaie, à vélo ou à la voile.
Cette collection, lancée dès l’origine, compte 53 titres, dont :
- Dans les pas de l’Ours, Une traversée solitaire de l’Alaska sauvage, Émeric Fisset (1993, 5e  éd. 2014) ;
- Damien autour du monde, 55 000 milles de défis aux océans, Gérard Janichon (1998, 6e  éd. 2022) ;
- Kamtchatka, Au paradis des ours et des volcans, Julie Boch et Émeric Fisset (2007, rééd. 2014, prix du pays du Mont-Blanc et spécial « récits » du Cercle polaire) ;
- Cavalier des steppes, À travers les montagnes d’Asie centrale, Nicolas Ducret (2010, rééd. 2016, prix « Terres d’ailleurs ») ;
- Sans escale, Un tour du monde en solitaire à la voile, Christophe Houdaille (2011) ;
- Cavalières, La chevauchée kirghize, Élise et Léopoldine Desprez (2022);
- La 2CV vagabonde, De la France au Laos, Fabien Bastide (2024) ;
- Aux quatre vents de la Patagonie, En route pour la Terre de Feu, David Lefèvre (2012, rééd. 2014) ;
- Road Angels, Le tour du monde à moto, Éric Lobo (2013, rééd. 2017) ;
- Siberia, En canoë du lac Baïkal à l’océan Glacial arctique, Philippe Sauve (2014, prix René-Caillié et Pierre-Loti) ;
- Diagonale eurasienne, À vélo de l’Australie à l’Europe, Benjamin Valverde (2015) ;
- L’Odyssée amérindienne, À la rencontre des peuples premiers, Julie Baudin (2016) ;
- L’Âme du Gange, Un pèlerinage aux sources, Tanneguy Gaullier (2016, rééd. 2019, prix Pierre-Loti et « Grand tétras » du livre d’aventure) ;
- Le Pèlerin de Shikoku, Un chemin d’éveil au Japon, Thierry Pacquier (2018) ;
- Ivre de steppes, Un hiver en Mongolie, Marc Alaux (2018, prix des lecteurs des Écrans de l’aventure de Dijon, prix « Terres d’ailleurs » et du jury Toulouse, prix « Curieux voyageurs ») ;
- Carpates, La traversée de l’Europe sauvage, Lodewijk Allaert (2019, prix du pays du Mont-Blanc, prix René-Caillié et « Grand tétras » du livre d’aventure de Lons-le-Saunier).

### Voyage en poche
Au format semi-poche, cette collection de récits de voyage anciens et contemporains, mais aussi d’essais, de nouvelles, de monographies et de romans historiques, ouvre notamment Transboréal au domaine de la fiction.
Cette collection lancée en 2014 compte notamment :
- L’Exploration de la Sibérie, Yves Gauthier & Antoine Garcia (2014, rééd. 2018) ;
- Par les sentiers de la soie, À pied jusqu’en Chine, Philippe Valéry (2014, 3e  éd. 2020) ;
- Trilogie des cimes, Histoires de larrons perchés, Olivier Salon (2014, rééd. 2016, prix du pays du Mont-Blanc) ;
- La nuit commence au cap Horn, Saint-Loup (2015, réédition. 2022) ;
- Vers Compostelle, Drôles de rencontres, Antoine Bertrandy (2015, 4e  éd. 2020) ;
- Confidences cubaines, Claude Marthaler (2015, 3e  éd. 2022) ;
- Seule sur le Transsibérien, De Moscou à Vladivostok, Géraldine Dunbar (2016, 4e  éd. 2022) ;
- Pèlerin d’Orient, À pied jusqu’à Jérusalem, François-Xavier de Villemagne (2016) ;
- Unghalak, La quête sauvage, Kim Hafez (2017) ;
- Souvenez-vous du Gelé, Un grognard prisonnier des Russes, Yves Gauthier (2017, rééd. 2020) ;
- Nostalgie du Mékong, Une chronique heureuse du Laos, Marie-Claire Jacq (2017, rééd. 2019) ;
- Pyrénées, La grande traversée, Christophe Houdaille (2017, 3e  éd. 2022) ;
- Kaliméra, Séjours et songes en terre grecque, Nicole Dubois-Tartacap (2017, rééd. 2019) ;
- Sagesse de l’herbe, Quatre leçons reçues des chemins, Anne Le Maître (2018, rééd. 2018) ;
- La Route du thé, Du Yunnan et du Sichuan aux confins tibétains, Philippe Devouassoux & Julie Klein (2019) ;
- Carnets de Guyane, En descendant le Maroni, Christian Dedet (2020) ;
- Nos amours parisiennes, Nouvelles, David Adjemian (2020) ;
- La Grande Traversée des Alpes, Jérôme Colonna d’Istria (2020, rééd. 2021) ;
- Aborigènes, Avec les derniers nomades d’Australie, Eddie Mittelette (2021, prix « Terres d’ailleurs », prix du jury Toulouse et prix « Curieux voyageurs ») ;
- Sous les yourtes de Mongolie, Marc Alaux (2022) ;
- La Loire en roue libre, Jean-Louis Boudart (2022).